# (173) Ino
(173) Ino – planetoida z pasa głównego planetoid okrążająca Słońce w ciągu 4 lat i 198 dni w średniej odległości 2,74 au Została odkryta 1 sierpnia 1877 roku w Marsylii przez Alphonse Borrelly’ego. Nazwa planetoidu pochodzi od Ino, drugiej żony króla Teb Atamasa w mitologii greckiej.